# 羅克豪斯 (亞利桑那州)
羅克豪斯（英語：Rock House）是位於美國亞利桑那州希拉縣的一個人口普查指定地區。根據2010年美國人口普查，該地共人口500人，而該地的面積約為1.66平方千米。

## 地理
羅克豪斯的座標為33°37′58″N 110°56′16″W / 33.63278°N 110.93778°W，而該地最高點為海拔高度670米（即2190英尺）。